# Volt egyszer egy téka
A Volt egyszer egy téka egy 2018-ban, jórészt közösségi finanszírozásból készült és a Vertigo Média Kft. forgalmazásában bemutatott dokumentumfilm, melyben néhány lelkes volt tékás és filmkedvelő emléket állít a megszűnt Odeon tékának, az egész videókorszaknak és a nyolcvanas évek VHS aranykorának.
Rendezője és írója Csizmazia "Cheese" Gábor, világpremierje a 15. Jameson CineFest Miskolci Nemzetközi Filmfesztivál hivatalos programjában volt 2018. szeptember 16-án.

## Szereplők
- Rudolf Péter
- Hajós András
- Simon Kornél
- Puskás Peti
- Csizmazia "Cheese" Gábor
- Mucsi Zoltán
- Pálfi György
- Gyulai "Skip" Gábor
- Király Imre
- Pataki Róbert
- Fekete Tamás
- Mátyássy Áron
- Miklauzic Bence
- Gigor Attila
- Orosz Dénes
- Borsos Erika
- Bognár Péter
- Nagy Mariann
- Tihanyi Anna
- Sugó István "Bubó"
- Horváth Miklós
- Ámon Henrietta
- Vicei Zsolt
- Laska Pál
- Varró Attila
- Aitner Zoltán
- Hanula Zsolt
- Bihari Judit
- Vörös Attila

## Gyártása, fogadtatása
2018 januárjában a rendező Csizmazia „Cheese” Gábor megtudta, hogy „22 év, 8 ezer nap, napi 500 filmélmény, 2,5 millió kölcsönzés” után bezár a Corvin Téka. Néhány régi kollégával „megemlékezős videó”-t akart csinálni. A saját maga szerint filmőrült Cheese tíz tékás éve alatt sokat forgatott munka közben, gyűjtötte a sztorikat is, anyag volt bőven. Eleinte egy Youtubera szánt kisvideó volt tervben, amelyre a fedezetet közösségi finanszírozással szerette volna előteremteni. Habár a gyűjtés a kitűzött cél harmadát érte el, a lelkes adakozóknak és visszajelzéseknek hála végül olyan jól sikerült, és lelkesedésből is annyi lett, hogy a kisvideóból nagy dokumentumfilm lett. Ekkor még Volt egyszer egy Corvin téka címmel készült, ám mivel a számtalan, a film készítésében részt vevők munkája miatt a projekt egész estés dokuvá bővült, áprilisban a pilotokat látva a Vertigo Média Kft. vállalta a forgalmazást, bónuszként a film a 15. Jameson Cinefest Miskolci Nemzetközi Filmfesztiválon debütálhatott, immár a bővített tartalom miatt Volt egyszer egy tékaként átnevezve.
A filmfesztiválon tartott premiert követően a doku 2018. szeptember 27-étől került a mozikba, főleg Budapesten láthatta a közönség, de egy-két vidéki filmszínház is műsorára tűzte. A Téka kedvező kritikai és nézői fogadtatásban részesült, szinte minden nagyobb portálon elismerően írtak róla, hiánypótló alkotásként jellemezve. A film megtalálta a nosztalgiázni vágyó közönségét, így végül a tervezett egy hét helyett majdnem másfél hónapig maradt műsoron, és mellette több közönségtalálkozós vetítést is tartottak. Mivel a végleges változatból rengeteg nyersanyag kimaradt technikai hibák vagy az időtartam hosszúsága miatt, így ezek a hamarosan megjelenő DVD kiadáson kapnak majd helyet.

## Kritikák, vélemények
- Filmsomnia: Interjú a Volt egyszer egy téka rendezőjével, Csizmazia „Cheese” Gáborral[halott link]
- Filmsomnia: Volt egyszer egy téka kritika[halott link]
- Puliwood: Volt egyszer egy téka kritika
- Origo – Volt egyszer egy téka: méltó búcsú, jóleső nosztalgia
- Est.hu: Volt egyszer egy téka
- Filmtekercs: Kölcsönözhető nosztalgia – Volt egyszer egy téka
- A hetedik sor közepe: A Volt egyszer egy tékáról írták
- Filmvilág blog: Volt egyszer egy téka – Így kölcsönöztünk mi
- Index.hu – Cinematrix: Lassan végleg eltűnik a kőkorszaki Youtube
- Filmrecorder. A magyar valóságnál nincs ütősebb – Kilenc hónap háború, Könnyű leckék, Nagyi Projekt, Gettó Balboa, BP Underground, Volt egyszer egy téka (kritika)
- Zala Online: VHS, kölcsönzés, rock and roll: itt a film a videózás aranykoráról Archiválva 2019. január 3-i dátummal a Wayback Machine-ben
- Filmarchív: Túl a nosztalgián
- Filmtett: Utolsó tisztelgés a házimozi aranykora előtt
- Contextus: Nincs nekik pornójuk! – Volt egyszer egy téka
- Popcorn Project: Volt egyszer egy téka kritika Archiválva 2019. január 3-i dátummal a Wayback Machine-ben
- Revizor: Csodaproducer és mesetéka Miskolcon
- A hetedik sor közepe: Volt egyszer egy téka díszbemutató – fotók
- 24.hu: Az utolsó videotéka bezárásával magunkra maradtunk
- Film.hu: Nagy szerelem volt a téka, és most szuper érzés rá visszagondolni
- Filmkultúra: Mi voltunk az IMDb Archiválva 2020. november 28-i dátummal a Wayback Machine-ben
- Prae: Egy letűnt kor filmrajongói
- e-kultúra: Cinefest 2018: Ne hagyj nyomot! / Volt egyszer egy téka / Bolti tolvajok / Gyújtogatók
- Dirrr: Bye bye VHS! – Volt egyszer egy téka Archiválva 2019. január 3-i dátummal a Wayback Machine-ben